# 松島海岸インターチェンジ
松島海岸インターチェンジ（まつしまかいがんインターチェンジ）は、宮城県宮城郡利府町にある三陸自動車道（三陸沿岸道路 仙台松島道路）のインターチェンジである。宮城県道路公社の管轄区間であるため、ETCレーンの設置が遅れたが、2006年（平成18年）3月1日より運用を開始した。

## 道路

### 本線
- E45 三陸自動車道[2]（5番）

### 接続道路

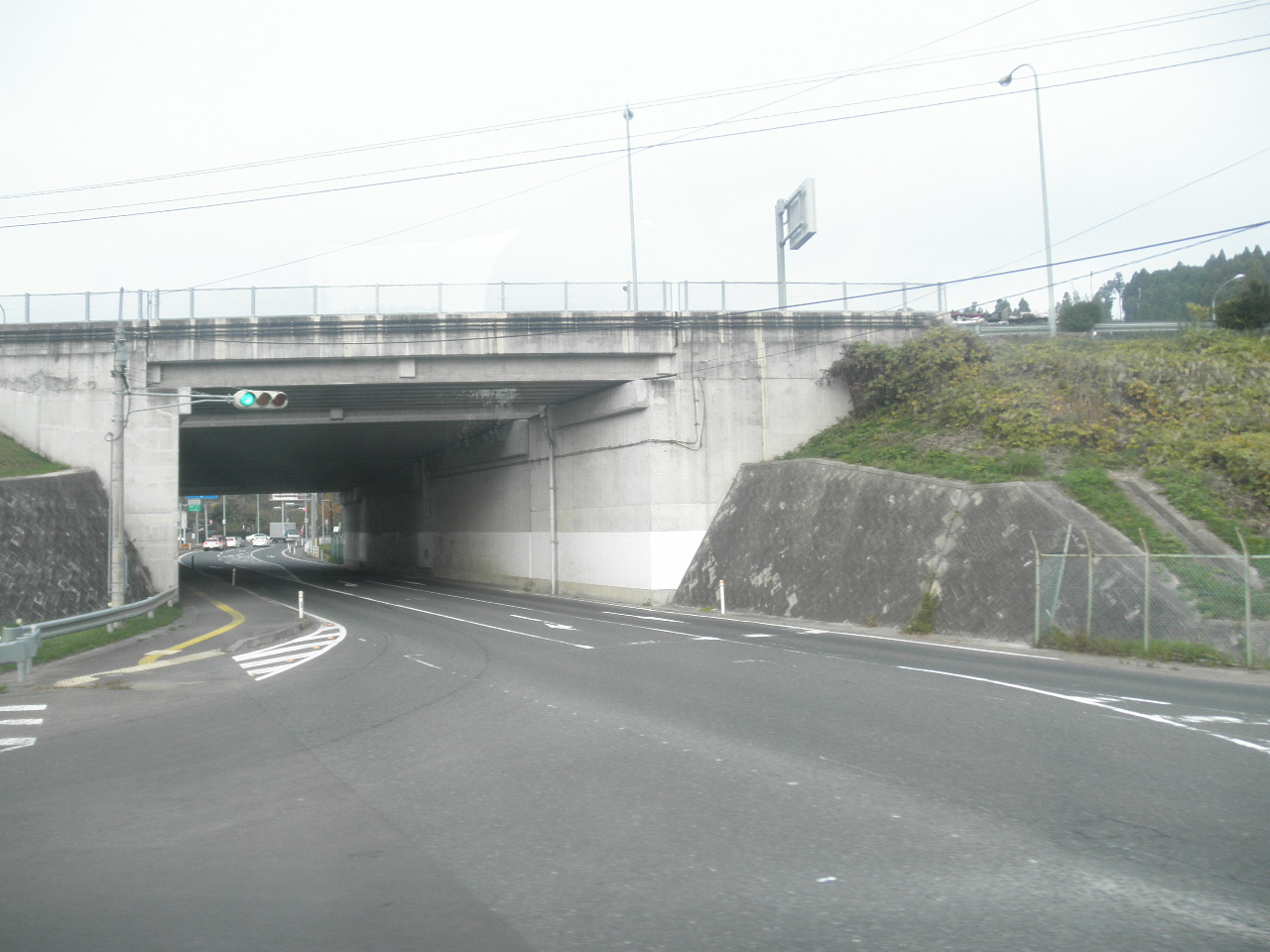
インター出入口と宮城県道144号赤沼松島線との信号交差点

- 宮城県道144号赤沼松島線（長老坂）

## 料金所
- ブース数：4

### 入口
- ブース数：2
  - ETC専用：1
  - 一般：1

### 出口
- ブース数：2
  - ETC専用：1
  - 一般：1

## 周辺
- 日本三景松島への最寄IC。

## 特徴
松島海岸ICには信号機が設置されている。

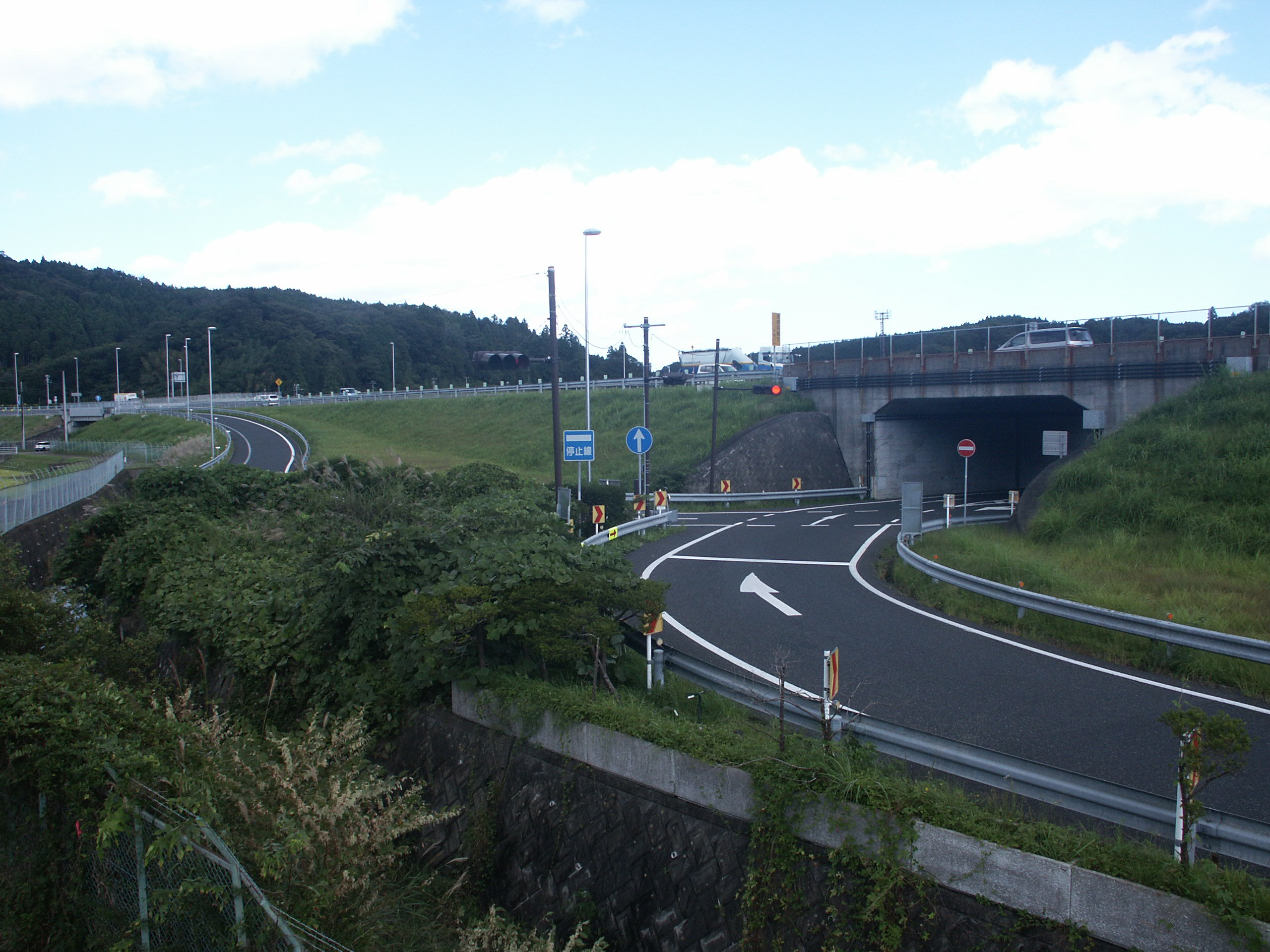
三陸自動車道で唯一信号機があるIC。（写真手前側が利府JCT方面からの出路左側が鳴瀬奥松島IC方面への入路となっている。）
宮城県利府町赤沼字明ヶ沢で撮影

これは当初、宮城県道8号仙台松島線のバイパス「仙台松島道路」のハーフICとして設置されたが、その後、三陸自動車道に編入され、フルIC化した際に下り線利府JCT方面からの出路と鳴瀬奥松島IC方面への入路とで平面交差をする構造上の都合により信号機の設置が必要と判断されたためである。

## 隣
E45 三陸自動車道（三陸沿岸道路 仙台松島道路）
(4) 利府中IC - 春日PA - (5) 松島海岸IC - (6) 松島大郷IC

## 赤沼信号場
赤沼信号場は現在松島海岸インターチェンジのある場所にかつて存在した東北本線（旧線）の信号場である。

### 歴史
- 1913年（大正2年）3月20日 利府駅 - 松島駅（旧駅）間に赤沼信号所開設[3]。
- 1922年（大正11年）4月1日 赤沼信号所を赤沼信号場に改称[3]。
- 1950年（昭和25年）10月1日 赤沼信号場廃止[3]。